# Чаеводство в Азербайджане

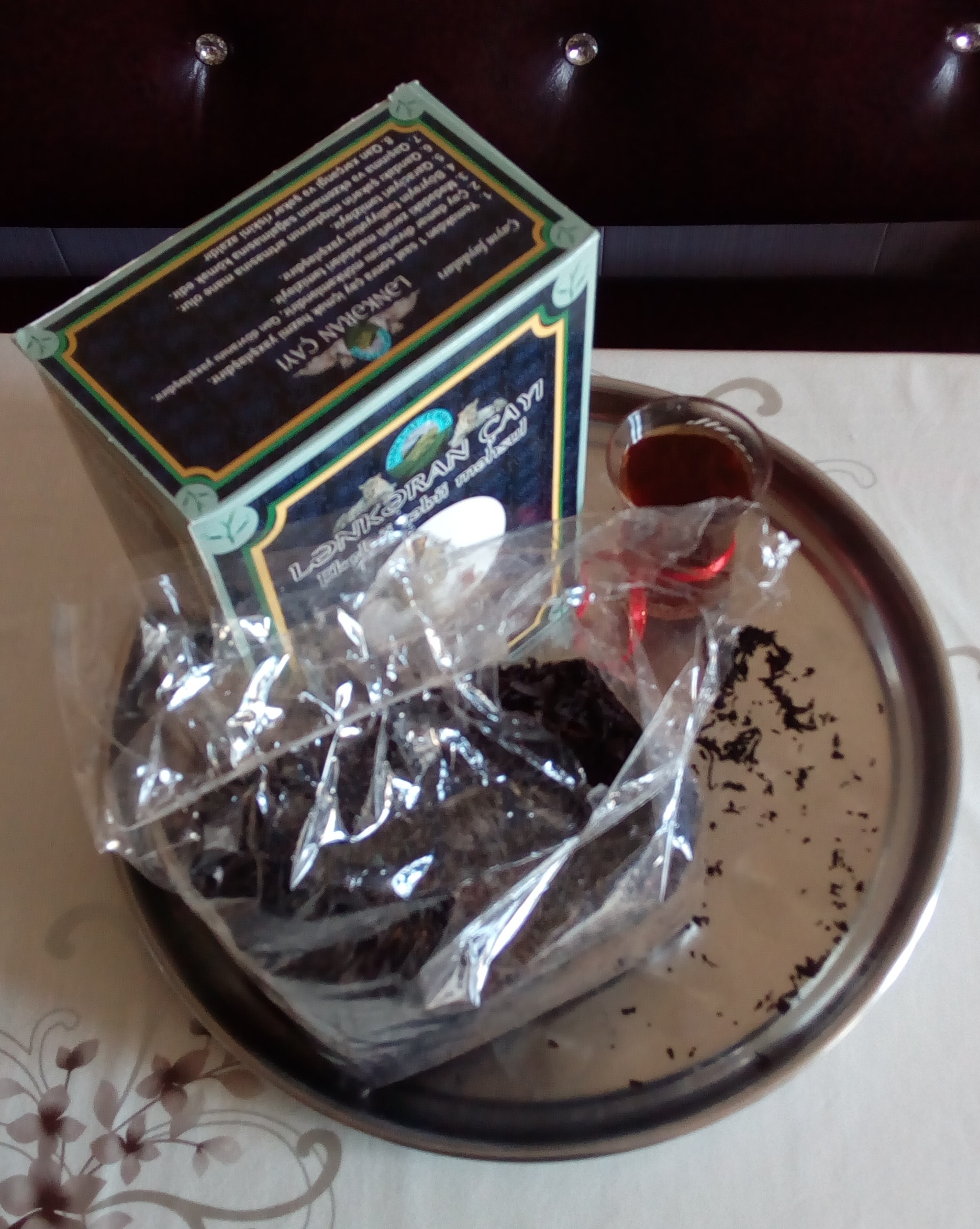
Чай из Ленкоранского района

Чаеводство в Азербайджане сосредоточено на площади 5,33 тысячи квадратных километров, расположенной в пределах Ленкоранского и Астаринского районов, включая районы Астара, Ленкорань, Масаллы, Лерик, Ярдымлы и Джалильабад. Около 90% азербайджанского чая производится в Ленкорани, недалеко от южной границы с Ираном. Чай впервые был выращен в Прикаспийском регионе Азербайджана в 1880-х годах. Благодаря своим благоприятным климатическим условиям регион в настоящее время производит 99% урожая азербайджанского чая.

## История
В конце XIX века М. О. Новоселов посадил первый набор экспериментальных чайных кустов в Ленкоранском районе. В 1896 году он основал чайную фабрику, а к 1900 году в этом районе были созданы небольшие экспериментальные чайные плантации. В 1912 году Новоселов написал сочинение «Русские субтропики», в котором обсуждал правильные условия для выращивания чая в округе. После провала предприятия примерно в 1920 году Азербайджанский институт садоводства и субтропических растений инициировал исследование по выращиванию чая. В рамках развития чайной промышленности Советы увеличили производство чая в окрестностях Ленкорани и Загаталы. Около 1931-1934 годов были созданы крупные чайные плантации, и в 1937 году были выпущены первые пачки азербайджанского чая.
В мае 1949 года министры в Москве изложили планы развития чайного завода в Азербайджанской ССР с целью увеличения производства чая в СССР за счет освоения земель. В результате прирост производства отечественного чая в Грузии, Краснодарском крае и Азербайджане вырос к 1988 году до 38,5 тыс. тонн, в основном чёрного чая. Предложенный план дальнейшего развития чайных плантаций был одобрен и осуществлён технико-экономическим Экспертным советом Госплана СССР в 1953 году. Он включал в себя полный план по улучшению производственных мощностей, машинных инструментов и ирригации, что привело к повышению производительности труда. Левейин, Ханбуланчай и Вилещай в настоящее время являются основными поставщиками воды.
В 1982 году было произведено 26 тысяч тонн чая, причём в 1983 году чаеводство в Азербайджане занимало площадь 9,3 тысячи гектаров, в основном это был зелёный чай, но с чёрным чаем, обычно выращиваемым в Ленкоранском районе. В это время удовлетворялось 65-70% местных потребностей в сухом чае, и в этом секторе работало от 65 000 до 70 000 рабочих. В 1987 году правительство Азербайджана приняло указ об увеличении производства чая в республике, предусматривающий к 2000 году расширение производства чая до 21 000 гектаров, таким образом увеличивается урожайность зелёного чая до 80-90 000 тонн, а сухого чая — до 20-22 000 тонн. Однако в результате таких событий, как распад СССР и Первая карабахская война, производство чая в Азербайджане упало, сократившись на 1200 тонн к 1995 году. Позже, с развитием рыночных отношений в Азербайджане, производство чая стало возрождаться благодаря связям с Турцией и Объединёнными Арабскими Эмиратами.

## Производство в наши дни

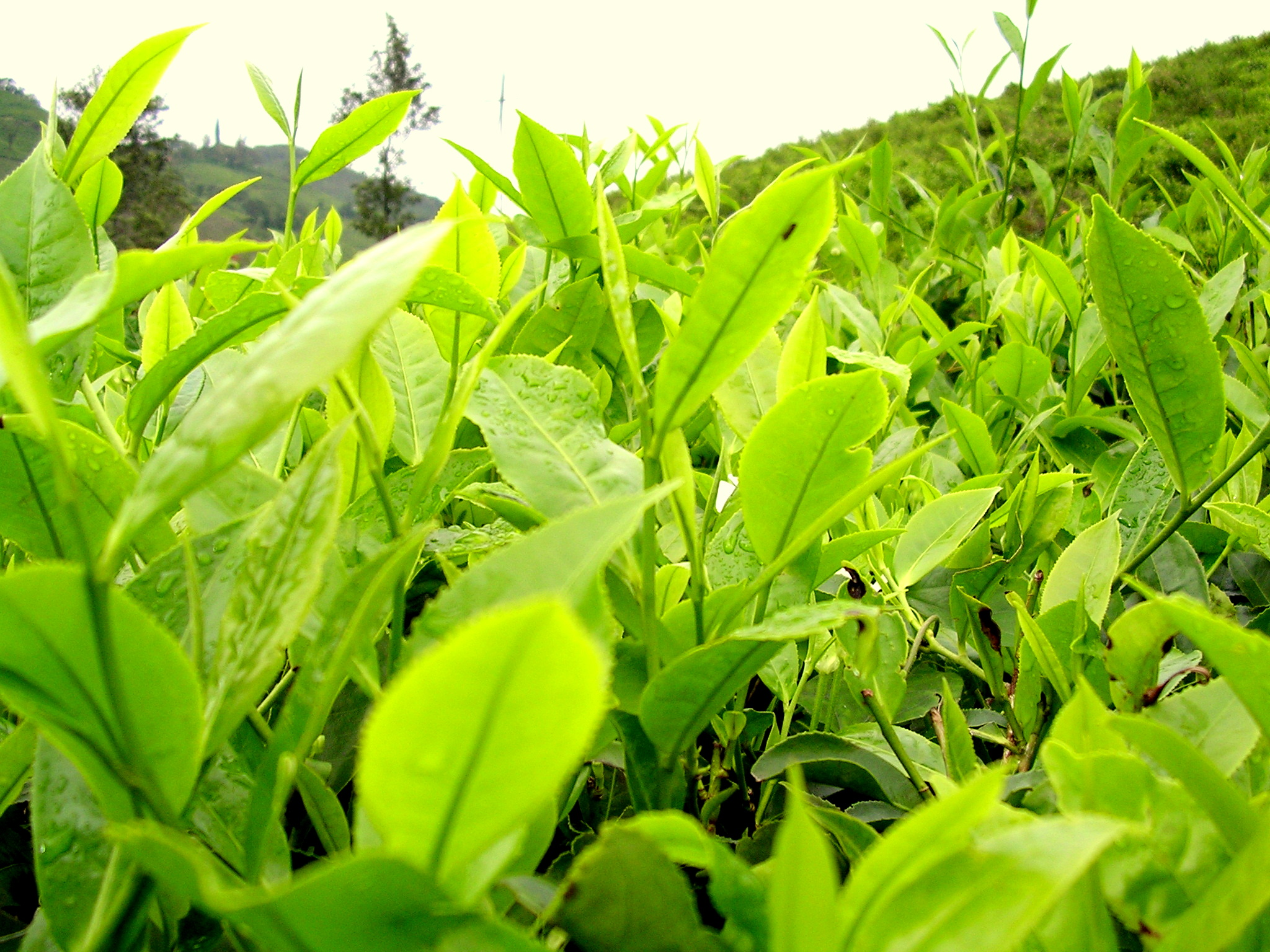
Зелёный чай растёт

Чайные плантации Азербайджана расположены между Каспийским морем и Талышскими горами, в регионе, который субтропический климат и влажность делают идеальным местом для выращивания чая. Основные районы чаеводства расположены в Ленкоранском, Астаринском, Лерикском, Масаллинском, Загатальском и Балакенском районах. Азербайджанский чай производится в основном для внутреннего потребления, но также экспортируется в Турцию, Грузию и российский Дагестан.
В 2017 году президент Ильхам Алиев посетил Ленкорань для участия в республиканском совещании по вопросам совершенствования производства чая, риса и цитрусовых в регионе. В ходе визита он подчеркнул, что основной акцент должен быть сделан на увеличении экспорта местного выращенного и переработанного чая, чтобы помочь азербайджанскому торговому балансу. В последние годы правительство оказывает финансовую поддержку для закупок машин и технических средств, однако эксперты утверждают, что для достижения максимального уровня производства необходимо увеличить государственные инвестиции. Правительство изложило свои цели в докладе «Государственная программа развития сельскохозяйственных кооперативов в Азербайджанской Республике на 2017-2022 годы» (июль 2017 года).
В Шеки-Загатальском экономико-географическом районе рост в этом секторе относительно слабый. Последние сообщения предполагают, что погодные условия на Южном Кавказе могут благоприятствовать новым чайным плантациям, и правительство выделило площади для будущего расширения. Ожидается, что правительственные инициативы по активизации производства к 2021 году приведут к удвоению площади земель, используемых для выращивания чая.

## Чайная индустрия
Чайно-упаковочная фабрика Sun Tea Azerbaijan, работающая в непрерывном режиме с 1996 года, является крупнейшей чайно-упаковочной фабрикой в СНГ. Будучи региональным лидером в Закавказье, её ежегодное производство составляет около 15 тысяч тонн. Компания производит чистый зелёный чайный лист на своих заводах первичной обработки чая в Ленкорани и Астаре, которые занимаются сушкой листьев, скручиванием, ферментацией, сухой сортировкой и упаковкой. Здесь в основном производят упакованные чаи, зелёные чаи и фруктовые чаи. Чай экспортируется на Кавказ, в Среднюю Азию и страны СНГ, в первую очередь в Россию.
Для своего главного бренда Azerçay компания использует листья с местных чайных плантаций, а также из Индии, Вьетнама или Кении. Его фабрика в Баку получает высококачественный цейлонский чай через свою компанию Inter Tea из Шри-Ланки. Фабрика в основном использует смесь цейлонского и индийского чаёв для приготовления нескольких видов чая, каждый из которых отличается качеством и составом.

## Чайная культура

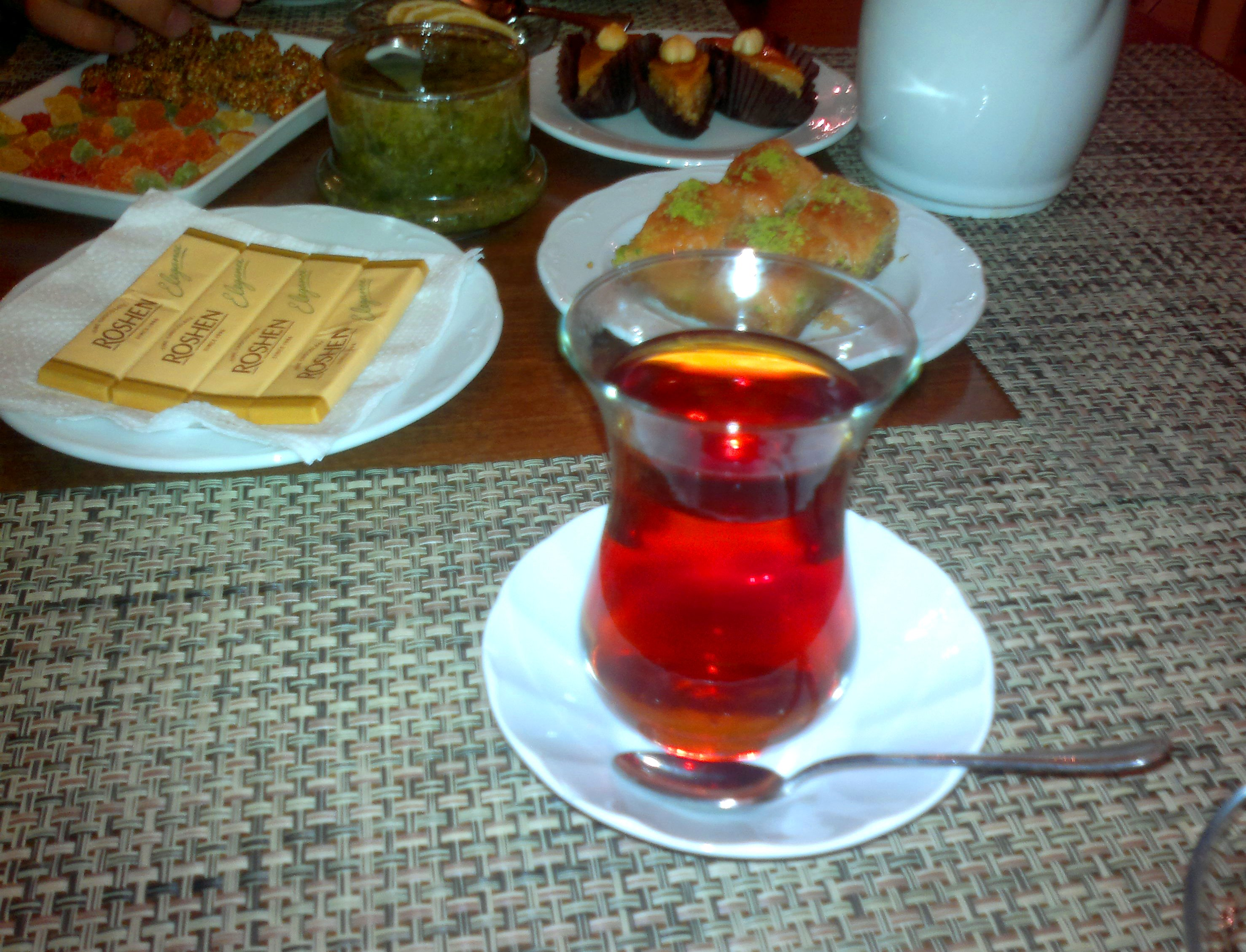
Чай, поданный в традиционном стакане армуду

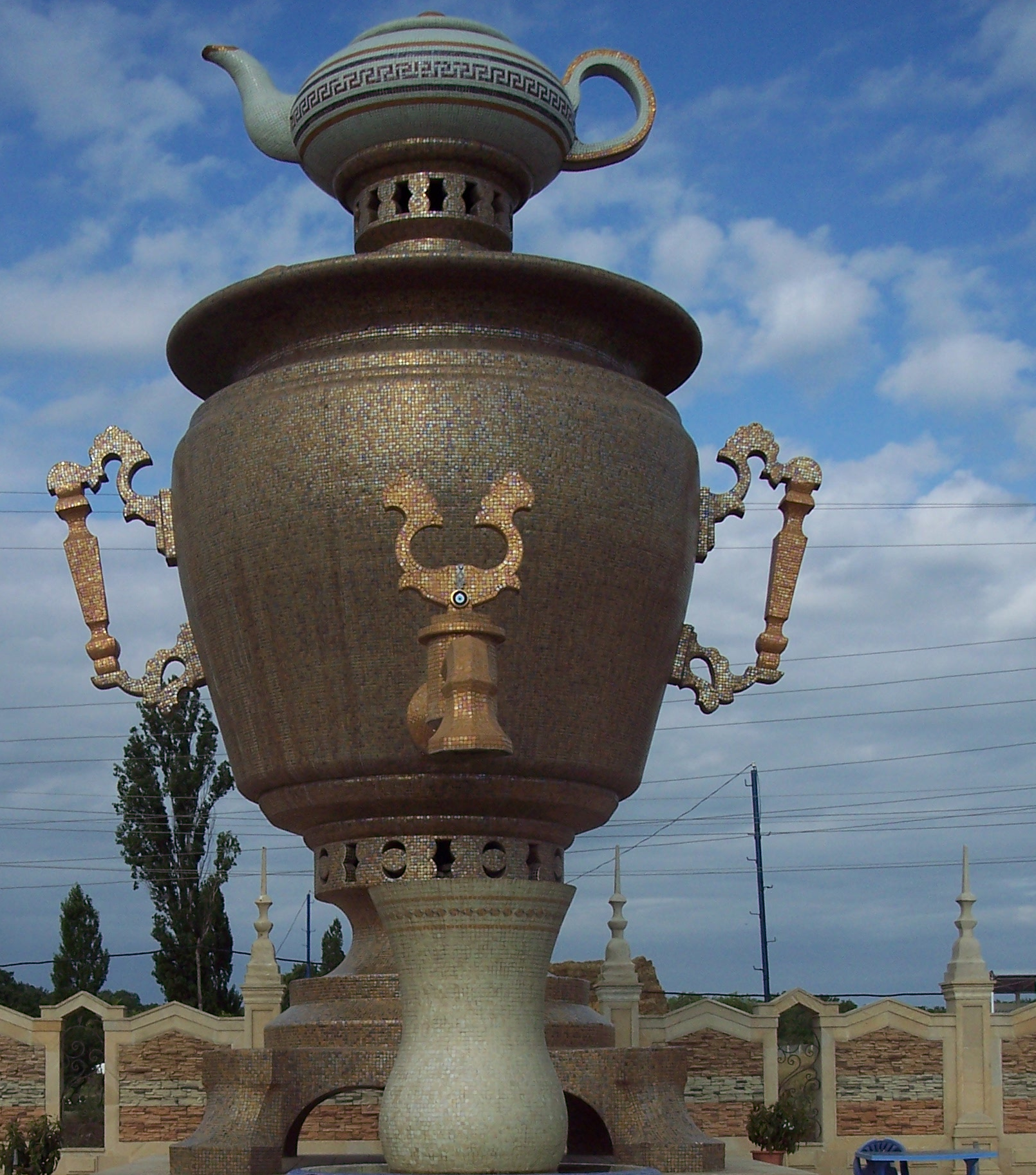
Огромный самовар в азербайджанском городе Хачмаз

Азербайджанцы очень любят пить чай, и до сих пор поддерживают свои древние и традиционные чайные церемонии, когда пьют то, что является их главным напитком повседневной жизни. В Азербайджане принято встречать гостя сначала чёрным чаем, часто подаваемым в парном хрустальном бокале армуду, который, как считается, дольше сохраняет чай горячим внизу и быстрее охлаждается вверху. В азербайджанской культуре подача чая в начале трапезы является символом гостеприимства. Подслащённый чай предпочтительнее обычного чая. По обычаю, сахар никогда не растворяется непосредственно в качестве способа его подслащивания. Вместо этого кусочек сахара слегка опускают в чай, прежде чем его потягивать, обычай, который берёт начало в средневековые времена, когда присутствие токсинов в чае было обнаружено, когда они вступали в реакцию с сахаром. Азербайджанцы также любят приправлять свой чай специями, такими как корица, лимон или имбирь. Чай готовится с использованием ароматных трав для производства кукурузного шёлкового чая, мятного чая, коричного чая, шафранового чая, имбирного чая, чая из шиповника, боярышника и тимьяна. Чай часто подают с вареньем из инжира, клубники, абрикосов, грецких орехов и ежевики, называемым dishleme («укус»), традиция, призванная помочь потоку разговора.
Из-за высокого спроса на чай в Азербайджане почти в каждом районе есть чайный домик, известный как чайхана. Чайхор чайханы («знаток чая») всегда знает, что хороший чай должен иметь глубокий бордовый цвет. Пурренги («бархатный чай») — самый распространённый вид чая, подаваемого в таких заведениях.
Исторически чайханы были преимущественно мужскими заведениями, так как женщинам не разрешалось входить в общественные места. Термин «чайхана» обозначает место, где мужчины пьют чай, и эта культурная традиция сохраняется в Азербайджане точно так же, как когда-то в британских пабах не было женщин. Традиционно чайханы остаются местами, куда мужчины приходят, чтобы обсудить политику или другие важные вопросы за игрой в нарды.
Чаепитие в Азербайджане часто происходит во время важных событий, таких как празднование помолвки, свадьбы, рождения ребенка или похорон.

## Закон о чаеводстве
Азербайджанский закон о чаеводстве создал правовую основу для регулирования чаеводства, его производства, переработки и оборота, а также обеспечения качества чая в стране. Его основными целями являются стимулирование инвестиций и кооперации, расширение лизинга и агроуслуг, повышение качества и количества экспорта, защита внутреннего рынка, улучшение как социальной защищенности, так и экологического равновесия производства. Закон был одобрен бывшим президентом Азербайджана Гейдаром Алиевым 17 декабря 2002 года главным образом для того, чтобы обеспечить стимулы для выращивания чая, создать экономические и правовые гарантии защиты от недобросовестной конкуренции и соответствовать международным стандартам.
Указом президента от 12 февраля 2018 года утверждена государственная программа развития чаеводства на период с 2018 по 2027 год, направленная на развитие производства чая, повышение экспортного потенциала отрасли, обеспечение перспектив занятости сельского населения.

## Обязанности государства в области чаеводства
Согласно закону Азербайджанской Республики «О чаеводстве», в обязанности государства входят следующие руководящие принципы:
1. Принимать нормативные правовые акты по регулированию мероприятий по организации чаеводства, выращиванию посадочного материала чая, производству, обороту и повышению качества чайной продукции.
2. Изучать, прогнозировать рынок чайной продукции, разрабатывать и выполнять целевые государственные программы по развитию отрасли.
3. Стимулировать на основе целевых программ возделывание чайных плантаций на землях, пригодных для производства чая, восстановление существующих чайных плантаций, продвижение чайных посадочных материалов, совершенствование научного обеспечения чаеводства, увеличение экспорта и развитие качества чайной продукции.
4. Осуществлять государственный контроль качества и оборота чайной продукции.
5. Выполнять иные задачи, установленные законодательством.